# Тузлуков (Ростовская область)
Тузлу́ков — хутор в Багаевском районе Ростовской области.
В тюркских языках тузлук — «рассол».

## География
В хуторе расположена центральная усадьба охотбазы военно-охотничьего общества (ВОО) Северо-Кавказского военного округа (СКВО) «Тузлуки».

### Улицы
- пер. Казачий,
- ул. Береговая,
- ул. Г. Жовтоножко,
- ул. Рассветная,
- ул. Центральная.

## Население
| 1989 | 2002 | 2010 |
| ---- | ---- | ---- |
| 277  | ↘263 | ↘233 |

## Интересные факты
- 28 июня 1895 в хуторе родился Никитченко Иона Тимофеевич, известный советский юрист, генерал-майор юстиции, член Международного военного трибунала в Нюрнберге от СССР, судья Верховного Суда СССР.
- Тузлук (тюркское, от «туз» — соль), раствор поваренной соли (NaCl) для посола пищевых продуктов (рыбы, икры, мяса), кожевенного сырья и т. д. Искусственный тузлук представляет собой раствор NaCI в воде. Естественный (натуральный) тузлук образуется при растворении NaCl в соке (влаге), извлечённом из продукта при посоле. Такой тузлук, кроме NaCI, содержит белковые вещества и минеральные соли. При посоле в естественном тузлуке уменьшаются потери белковых веществ в продукте.

## Достопримечательности
- Братская могила №61, в которой похоронено 94 воина, погибших в боях за хутор Тузлуков[3]. На братской могиле установлен памятник летчику Жовтоножко Г. А. и хуторянам, не вернувшимся с войны.

Территория Ростовской области была заселена еще в эпоху неолита. Люди, живущие на древних стоянках и поселениях у рек, занимались в основном собирательством и рыболовством. Степь для скотоводов всех времён была бескрайним пастбищем для домашнего рогатого скота. От тех времен осталось множество курганов с захоронениями  жителей этих мест. Курганы и курганные группы находятся на государственной охране.
Поблизости от территории хутора Тузлуков Багаевского района расположено несколько достопримечательностей – памятников археологии. Они охраняются в соответствии с Федеральным законом от 25.06.2002 N 73-ФЗ "Об объектах культурного наследия (памятниках истории и культуры) народов Российской Федерации", Областным законом от 22.10.2004 N 178-ЗС "Об объектах культурного наследия (памятниках истории и культуры) в Ростовской области", Постановлением Главы администрации РО от 21.02.97 N 51 о принятии на государственную охрану памятников истории и культуры Ростовской области и мерах по их охране и др. 
- Группа из шести курганов «Тузлуки-II » , находится на расстоянии около 2200 метров северо-западнее хутора Тузлукова.
- Группа из 8 курганов «Тузлуки-III », находится на востоке хутора Тузлукова.
- Группа из 18 курганов «Тузлуки-IV », находится в южной части хутора Тузлукова.
- Группа из 10 курганов «Тузлуки-V », находится на расстоянии около 1300 метров юго-восточнее хутора Тузлукова.
- Группа из 6 курганов «Тузлуки-VI », находится на расстоянии около 2400 метров юго-восточнее хутора Тузлукова.
- Группа из трёх курганов «Тузлуки-VII », находится на расстоянии около 2000 метров юго-западнее хутора Тузлукова.
- Группа из 12 курганов «Тузлуки-VIII », находится на расстоянии около 2800 метров юго-восточнее хутора Тузлукова.
- Группа из трёх курганов «Тузлуки-IX », находится на расстоянии около 2100 метров юго-восточнее хутора Тузлукова.
- Группа из 2 курганов «Тузлуки-Х », находится на расстоянии около 2300 метров юго-восточнее хутора Тузлукова.
- Группа из 68 курганов «Тузлуки-XI », находится на расстоянии около 2800 метров юго-восточнее хутора Тузлукова[5].